# U-392
Unterseeboot 392 foi um submarino alemão do Tipo VIIC, pertencente a Kriegsmarine que atuou durante a Segunda Guerra Mundial.

## Comandantes
| Comandante             | Data                                     |
| ---------------------- | ---------------------------------------- |
| Oblt. Henning Schümann | 29 de maio de 1943 - 16 de março de 1944 |

## Subordinação
Durante o seu tempo de serviço, esteve subordinado às seguintes flotilhas:
| Período                                     | Flotilha                                  |
| ------------------------------------------- | ----------------------------------------- |
| 29 de maio de 1943 - 30 de novembro de 1943 | 5. Unterseebootsflottille (treinamento)   |
| 1 de dezembro de 1943 - 16 de março de 1944 | 1. Unterseebootsflottille (serviço ativo) |

## Operações conjuntas de ataque
O U-392 participou das seguinte operações de ataque combinado durante a sua carreira:
- Rudeltaktik Coronel 1 (15 de dezembro de 1943 - 17 de dezembro de 1943)
- Rudeltaktik Amrum (18 de dezembro de 1943 - 23 de dezembro de 1943)
- Rudeltaktik Rügen 4 (23 de dezembro de 1943 - 2 de janeiro de 1944)
- Rudeltaktik Rügen 3 (2 de janeiro de 1944 - 7 de janeiro de 1944)
- Rudeltaktik Rügen (7 de janeiro de 1944 - 11 de janeiro de 1944)